# حارة دهمان (صنعاء)
دهمان هي إحدى حارات حي بني حوات بمدينة الروضة شمال العاصمة اليمنية "صنعاء"، بلغ تعداد سكانها 2811 نسمة حسب تعداد اليمن لعام 2004.